# Палієнко Марина Геннадіївна
Марина Геннадіївна Палієнко (нар. 27 січня 1968, Київ) — український історик, архівознавець. Доктор історичних наук (2009), професор (2012). З 2017 року — завідувачка кафедри архівознавства та спеціальних галузей історичної науки історичного факультету Київського національного університету імені Тараса Шевченка.

## Біографія
Марина Палієнко народилася 27 січня 1968 року у Києві. У 1985 році закінчила із золотою медаллю київську середню школу № 110, у 1990 році закінчила з відзнакою історичний факультет Київського державного університету імені Тараса Шевченка. Навчаючись в університеті, спеціалізувалася на кафедрі джерелознавства та архівознавства (науковий керівник — професор Володимир Замлинський). Досліджувала джерела з історії Києва, біографію та наукову спадщину історика Дмитра Бантиш-Каменського.
У 1990—1991 роках працювала молодшим науковим співробітником відділу публікації документів Центрального державного архіву Жовтневої революції УРСР (сьогодні — Центральний державний архів вищих органів влади та управління України). Згодом навчалась в аспірантурі історичного факультету Київського університету імені Т. Г. Шевченка (1991—1994). У 1994 році захистила кандидатську дисертацію на тему «Журнал „Киевская старина“ в науковому та громадському житті України (кінець ХІХ — початок ХХ ст.)».
З 1994 працює у Київському національному університеті імені Тараса Шевченка — спочатку асистентом; із 2001 року — доцент, із 2012 року — професор. З 2017 року — завідувачка кафедри архівознавства та спеціальних галузей історичної науки історичного факультету.

## Наукова робота
До напрямів наукових досліджень Марини Палієнко входять порівняльне архівознавство; історія архівів та архівних колекцій в Україні та світі; зарубіжна україніка; історичне джерелознавство; археографія; історіографія; біографістика; історія періодичної преси; проблеми громадсько-політичної та соціокультурної історії України ХІХ–ХХ ст.; наукова, культурна та пам'яткоохоронна діяльність української еміграції і діаспори у країнах Європи та Північної Америки.
У 2006 році закінчила докторантуру історичного факультету КНУ імені Тараса Шевченка, у 2009 році захистила докторську дисертацію на тему «Архівні центри української еміграції в Європі у 1920-х — 1940-х рр. (створення, функціонування, доля документальних колекцій)».
Марина Палієнко досліджувала україніку у низці країн, зокрема у Великій Британії, Франції, Чехії, Росії, Австрії, Польщі та Німеччині. Стажувалася на філософічному факультеті Українського вільного університету в Мюнхені (1995 і 1996) та в Інституті історії та архівістики Університету Миколая Коперника у Торуні (2018). Виступала на багатьох міжнародних наукових конференціях, зокрема у Торуні (Польща), Парижі, Празі, Лондоні, Трієсті (Італія) та Мариборі (Словенія).
Є членом Міжнародного інституту архівної науки у Трієсті та Мариборі. Входить до спеціалізованих вчених рад із захисту докторських та кандидатських дисертацій у Київському національному університеті імені Тараса Шевченка та у Національній бібліотеці України імені В. І. Вернадського.
Входить до Колегії, Науково-експертної та Науково-видавничої рад Державної архівної служби України, Наукової колегії Центрального державного архіву зарубіжної україніки, Ради Товариства «Українська бібліотека імені Симона Петлюри у Парижі». Є головною редакторкою науково-практичного журналу «Архіви України» (із 2020).
Марина Палієнко є авторкою близько 200 наукових праць. У 2006 році її монографія «„Киевская старина“ у громадському та науковому житті України (кінець ХІХ — початок ХХ ст.)», що вийшла у видавництві «Темпора», зайняла перше місце Всеукраїнського рейтингу «Книжка року» у номінації «Минувшина».

## Основні публікації
Монографії
- Палієнко М. «Киевская старина» у громадському та науковому житті України (кінець ХІХ — початок ХХ ст.). — К.: Темпора, 2006. — 384 с.
- Палієнко М. «Киевская старина» (1882—1906): Хронологічний покажчик змісту журналу. — К.: Темпора, 2006. — 480 с.
- Палієнко М. «Киевская старина» (1882—1906): Систематичний покажчик змісту журналу. — К.: Темпора, 2006. — 608 с.
- Йосипишин Я., Палієнко М. Українська бібліотека імені Симона Петлюри в Парижі в світлі джерел та спогадів / Київський національний університет імені Тараса Шевченка. — К.; Париж, 2006. — 123 с., VII с.
- Палієнко М. Архівні центри української еміграції: створення, функціонування, доля документальних колекцій. — К.: Темпора, 2008. — 688 с.
- Палієнко М. Теофіл Горникевич та українські архівні колекції у Відні. — К.: Темпора, 2012. — 688 с.

Науково-довідкові видання, брошури
- Палієнко М. Повернення із забуття: Портрет вченого, журналіста, видавця Володимира Науменка. — К.: Дослідницький центр історії української преси, 1998.
- Українські архівісти (ХІХ–ХХ ст.): Біобібліографічний довідник (член авт. колективу). — К.: Держкомархів України, 2007.
- Українська архівна енциклопедія (член авт. колективу). — К., 2008.
- Йосипишин Я., Палієнко М. «Пам'ятник нерукотворний…». Українська бібліотека імені Симона Петлюри в Парижі: До 90-ліття діяльності. — К.; Черкаси, 2016. — 36 с.
- Творчий доробок професорсько-викладацького колективу кафедри архівознавства та спеціальних галузей історичної науки: до 75-річчя діяльності (1944—2019). Вибрана бібліографія / Авт.-упоряд.: Войцехівська І. Н., Палієнко М. Г. / Київ. нац. ун-т імені Тараса Шевченка. — К.: Інтер-сервіс, 2019. — 136 с.

Навчальні підручники та посібники
- Нариси з історії архівної справи в Україні: Навч. посібник. — К., 2002 (член авт. колективу; автор розділу «Українські архівні центри за кордоном», с.537–558).
- Палієнко М. Г., Срібняк І. В. Зарубіжні мас-медіа: виникнення, особливості функціонування та основні тенденції розвитку (XVII—XX ст.): Навч. посібник. — К.: Наук.-дослід. центр, 2011. — 152 с.
- Історичне джерелознавство: Підручник / Київ. нац. ун-т ім. Т. Шевченка. — К.: Либідь, 2018 (член авт. колективу)

Статті
- Журнал «Киевская старина» під царською цензурою // Український історичний журнал. — 1993. — № 10. — С.62–76.
- Студенти i професори з України в університетах Європи // Українська діаспора. — Київ; Чикаго, 1996. — Ч.9. — С. 115—120.
- Діяльність редакції «Киевской старины» в оцінці жандармського агента (1900 р.) (вступна стаття, публікація, комендарі) // Київська старовина. — 1997. — № 1/2. — C.74–85.
- Національна інтелігенція в боротьбі за українське слово (кінець XIX — початок ХХ ст.) // Українські проблеми. — 1997. — № 2. — С. 133—139.
- Київська Стара Громада у суспільному та науковому житті України (друга половина XIX — початок XX ст.) // Київська старовина. — 1998. — № 2. — С.49–84.
- З історії міжнародних зв'язків України в галузі науки та освіти (XIX — початок ХХ ст.) // Вісник Київського державного лінгвістичного університету. Серія «Історія. Економіка. Філософія». — К., 1999. — Вип.3. — С.21–31.
- Місце «Киевской старины» в українській історіографії // Спеціальні історичні дисципліни: питання теорії та методики [Число 5] / Історіографічні дослідження в Україні. [Вип.10]: Зб. наук. праць на пошану акад. В. А. Смолія. — К., 2000. — Ч. 2. — С.275–314.
- Українські архівні осередки в Північній Америці // Спеціальні історичні дисципліни: питання теорії та методики: Зб. наук. праць. — К., 2001. — Число 6 (7): У 2-х ч. — Ч.2. — С.253–265.
- Створення та діяльність Українського історичного кабінету в Празі (1930—1945 рр.) // Вісник Київського національного лінгвістичного університету. Серія «Історія. Економіка. Філософія». — – Вип.5. — С.349–356.
- Скарбниця української історії в США (З історії створення та діяльності Музею-архіву ім. Д.Антоновича Української Вільної Академії Наук) // Студії з архівної справи та документознавства. — К., 2002. — Т.8. — С.204–210.
- «Все, що зв'язано з нашою історією, мусить бути зібрано, упорядковано і схоронено…» (Збереження документальної спадщини українського народу Державним Центром УНР в екзилі) // Nad Wisłą i Dnieprem. Prace naukowe wykładowców i studentów Uniwersytetu Mikołaja Kopernika w Toruniu oraz Kijowskiego Narodowego Uniwersytetu Lingwistycznego. — Toruń; Kijów, 2002. — № 1. — 255—261.
- Внесок «Українського історика» у збереження на вивчення національної архівної спадщини // Український історик. — 2003. — № 1–5. — С.82–87.
- Діяльність української еміграції із заснування національного архівного центру за кордоном у 20-х роках ХХ ст. // Історичний журнал. — 2004. — № 3. — С.27–38.
- Український національний музей-архів у Празі (1923—1930 рр.): історія створення та основні напрямки діяльності // Студії з історії архівної справи та документознавства. — 2004. — Т.11. — С.13–24.
- «Був вірний Петлюрі, є і залишаюся…» (Діяльність Івана Рудичева на посаді директора Української бібліотеки імені Симона Петлюри у Парижі) // Студії з історії архівної справи та документознавства. — 2005. — Т.13. — С. 192—198.
- Науково-інформаційний потенціал матеріалів Празького українського архіву як документальної основи історичних досліджень // Вісник Київського національного університету імені Тараса Шевченка. Історія. — 2005. — № 80–81. — С. 107—110.
- Невідомі сторінки історії архіву Уряду ЗУНР у Відні // Історичний журнал. — 2005. — № 5. — С. 13–24.
- Пам'яткоохоронна діяльність Михайла Обідного в Україні, Польщі та Чехословаччині // Пам'ятки України: історія та культура. — 2005. — № 2. — С.92-127.
- Актуальні проблеми реконструкції документальної колекції Музею Визвольної Боротьби України (за матеріалами ЦДАВО і ЦДАГО України) // Muzeum osvobozeneckého boje Ukrajiny. K 80 výročí založení. — Praha, 2006. — S.73–90.
- Архіви української еміграції у радянських спецсховищах (переміщення, опрацювання, використання) // Український історичний журнал. — 2006. — № 1. — С.196–213.
- Доля архіву Директорії Української Народної Республіки у Тарнові // Історія та історіографія в Європі. — 2006. — Вип.4. — С.130–146.
- Українська бібліотека імені Симона Петлюри в Парижі в світлі документів українських архівів // Пам'ять століть. — 2006. — № 1. — С.91–108.
- Українські мистці та їхня спадщина в Празі міжвоєнній і сучасній // Пам'ятки України: історія та культура. — 2006. — № 4. — С.138–142.
- Українські пам'яткоохоронні осередки у міжвоєнній Чехословаччині: від спроб порозуміння до протистояння // Пам'ятки України: історія та культура. — 2006. — № 4. — С.80–95.
- Джерела з історії української еміграції у фондах російських архівів // Історичний журнал. — 2007. — № 5. — С.84–100.
- Невідомі джерела про долю архівної спадщини В'ячеслава Липинського (за матеріалами листування о. Теофіла Горникевича та Євгена Зиблікевича) // Пам'ятки: археографічний щорічник. — К., 2009. — Т.10. — С.149–171.
- Історичні традиції Кореї крізь призму архівних реліквій // Українська орієнталістика. — К.: КНЛУ, 2009. — Вип.2–3. — С.82–84.
- Архівна діяльність Аркадія Животка у Чехословаччині // Студії з архівної справи та документознавства. — К., 2010. — Т.18. — С. 190—197.
- Особливості зберігання документальної спадщини у Великобританії: історичні традиції та сучасна організація // Студії з архівної справи та документознавства. — 2011. — Т. 19, кн. 1. — С. 43–47.
- Палієнко М. Г. Між Тарновом та Прагою: джерела з історії заснування українського архівного осередку в Чехословаччині // Пам'ятки: археографічний щорічник. — К., 2011. — Т.12. — С.91–111.
- Архівна спадщина української еміграції як складова зарубіжної україніки: основні етапи формування // Архіви України. — 2011. — Вип.6 (276).– С.10–20.
- Архівна система Японії: особливості формування, структура, тенденції розвитку // Мовні та концептуальні картини світу. — К.: ВПЦ «Київський університет», 2012. — Вип. 40. — С. 314—317.
- Архівна місія о. Теофіла Горникевича (з історії збереження архівів ЗУНР та В.Липинського у Відні) // Архіви України. — 2013. — № 4. — С.76–92.
- Палієнко М. Г. Діяльність Київської археографічної комісії у контексті розвитку європейської археографії ХІХ — початку ХХ ст. // Архіви України. — 2014. — № 6. — С.59–73.
- Палієнко М. Г. Образ «Киевской старины» у спогадах та епістолярії сучасників // Сіверянський літопис. — 2014. — № 6. — С.233–247.
- Палієнко М. Г. Архівна система Туреччини: становлення, еволюція, сучасна організація // Архіви України. — 2015. — № 2. — С. 209—228.
- Палієнко М. Г. Історичні традиції та сучасні тенденції розвитку європейської та американської моделей архівної освіти // Архіви України. — 2015. — № 5–6. — С. 35–60.
- Палієнко М. Феномен польського Рапперсвілю та його роль у збереженні зарубіжної полоніки // Nad Wisła i Dnieprem. — Toruń, 2015. — № 4. — S. 62–65.
- Палієнко М. Г. Архівна система Австрії: історичні витоки, еволюція, сучасна організація // Архіви України. — 2016. — № 1-2. — С.187–210.
- Палієнко М. Г. Образ «архіву» у сучасному науковому дискурсі: множинність інтерпретацій // Архіви України. — 2016. — № 5–6. — С.136–152.
- Палієнко М. Г. Архівіст інформаційного суспільства: проблеми модернізації системи професійної освіти // Вісник Київського національного університету. Історія. — 2016. — Вип. 3 (130). — С.57–62.
- Paliienko Maryna. Archival Studies in Ukraine: Between Tradition and Challenges of Information Era // Atlanti. — Trieste; Maribor: International Institute for Archival Science of Trieste and Maribor, 2017. — Vol. 27. — № 2. — P. 181—188.
- Палієнко М. Г. Міжнародне архівне співробітництво: від зародження ідей до реалізації масштабних проектів у добу інформаційного суспільства (До 70-річчя Міжнародної ради архівів) // Архіви України. — 2018. — № 4. — С. 49–63.
- Палиенко М. Г., Срибняк И. В. Дмитрий Бантыш-Каменский (1788—1850): портрет историка в контексте эпохи // Rusin: International Historical Journal. — Chisinau (Moldova), 2018. — Vol.52. — Issue 2. — C. 221—237.
- Палієнко М. Г., Срібняк І. В. Уенерівська конспірація в Бессарабії: створення підпільних структур та їх організаційно-бойова діяльність на півдні України (1921 р.) // Rusin: International Historical Journal. — Chisinau (Moldova), 2018. — № 3(53). — C.254–274.
- Paliienko Maryna. Personal Data Protection and Access to Archives in Ukraine from the National and International Perspective // Atlanti. — Triest; Maribor: International Institute for Archival Science, 2018. — Vol. 28. — № 2. — P.60–70.
- Палієнко М. Г., Йосипишин Я. Українська бібліотека імені Симона Петлюри в Парижі як місце національної пам'яті (до 140-річчя від дня народження Симона Петлюри та 90-річчя відкриття бібліотеки) // Архіви України. — 2019. — № 2. — С.7–27.
- Paliienko Maryna. The Role and Importance of Archives in the Transformation of Modern Ukrainian Society // Atlanti+. — Triest; Maribor: International Institute for Archival Science of Trieste and Maribor, 2019. — Vol.1. — P.19–25. URL: http://journal.almamater.si/index.php/atlantiplus/article/view/240
- Paliienko Maryna. Socio-cultural Mission of the Archives and New Strategies for Archival Management // Atlanti. — Triest; Maribor: International Institute for Archival Science, 2019. — Vol. 29. — № 2. — P.110–124.
- Палиенко М., Срибняк И. Вклад Дмитрия Бантыш-Каменского в развитие исторической биографистики (по оценкам современников) // Русин: международный исторический журнал. Кишинёв (Молдова), 2019. № 55. С.68-83. (DOI: 10.17223/18572685/55/6) http://elibrary.kubg.edu.ua/id/eprint/27631; http://journals.tsu.ru/rusin/&journal_page==archive&id=1839&article_id=41594